# Sateki Tuipulotu
Pour les articles homonymes, voir Tuipulotu.
Pas d'image ? Cliquez ici

a Compétitions nationales et continentales officielles uniquement.

b Matchs officiels uniquement.
Dernière mise à jour le 12 novembre 2021.
Sateki Tuipulotu, est né le 3 juillet 1971 à Auckland (Nouvelle-Zélande) est un ancien joueur de rugby à XV international tongien, ayant évolué au poste d'arrière (1,80 m et 92 kg). 

## Carrière
Il a eu sa première cape internationale le 17 juillet 1993 à l’occasion d’un match contre l'Équipe des Fidji. 
Sateki Tuipulotu a participé aux coupes du monde 1995 (3 matchs), 1999 (2 matchs) et 2003 (2 matchs).
C'est le troisième meilleur réalisateur de l'équipe des Tonga avec 190 points.
Il a joué dans le championnat d'Angleterre sous les couleurs de Worcester Rugby et Leeds Carnegie.

## Palmarès
- 20 sélections avec Tonga
- 5 essais, 33 transformations, 32 pénalités, 1 drop
- 190 points
- Sélections par année : 1 en 1993, 3 en 1994,  5 en 1995, 6 en 1999, 1 en 2001 et 4 en 2003
- Participation à la coupe du monde en 1995, 1999 et 2003.